# Surrey (Colúmbia Britânica)
Surrey é uma cidade da província canadiana de Colúmbia Britânica, e parte da região metropolitana de Vancouver. Sua população é de aproximadamente 516 mil habitantes, e área é de 317,4 quilômetros quadrados. Surrey é a segunda cidade mais populosa da província, atrás somente de Vancouver. A atual prefeita da cidade é  Dianne Watts, a qual foi eleita na última eleíções municipais da província em novembro de 2005.
Esta cidade tem uma percentagem de população portuguesa e há uma escola da língua portuguesa que se chama a Escola Portuguesa da Santíssima Trinidade. A gente portuguesa tem umas sociedades portuguesas. Um grupo se chama 'Os Amigos do Pico' (mantém as tradições da ilha do Pico nos Açores).
A outra é a 'Irmandade Portuguesa do Divino Espírito Santo Cultural Society of BC' que tem o seu Salão em Surrey, construído em 2001. Esta sociedade foi fundada na cidade de New Westminster em 1968 principalmente por gentes das varias  freguesias da Ilha das Flores nos Açores, e a primeira Festa do Divino Espírito Santo se realizou em 1969. O primeiro presidente foi natural da Freguesia de Ponta Delgada, Santa Cruz das Flores, pessoas das outras ilhas, incluindo o Faial, o São Miguel, a Terceira, e também o continente de Portugal estão lá. Esta Irmandade do Divino Espírito Santo foi a primeira sociedade Portuguesa fundada na Colúmbia Britânica, e por isso foi representada no IV Congress Internacional sobre as Festas do Espírito Santo em São José, Califórnia em 2011. Foi representada por um jovem de 17 anos, o neto do primeiro presidente.
O grupo "Amigos do Pico" também foi representado pelo seu presidente.